# 島田常政
島田 常政（しまだ つねまさ、享保8年（1723年） - 宝暦8年2月25日（1758年4月3日））は、江戸幕府の旗本。通称は八十之助。島田常英の三男。兄島田常喬（常英の養子）の養子となる。兄弟に、本間季長室、古田春道室、島田為忠室、政次がいる。政次（島田常政の養父島田常喬の二男）は常政の養子となる。また、養女に本多安秀の娘がいる。のちに長井昌豊室となる。妻は大岡忠陣の娘。
元文元年（1736年）数え14歳で遺跡を継ぐ。寛保2年（1742年）書院番となり、宝暦8年(1758年）死去。享年36。